# Tuitgevel

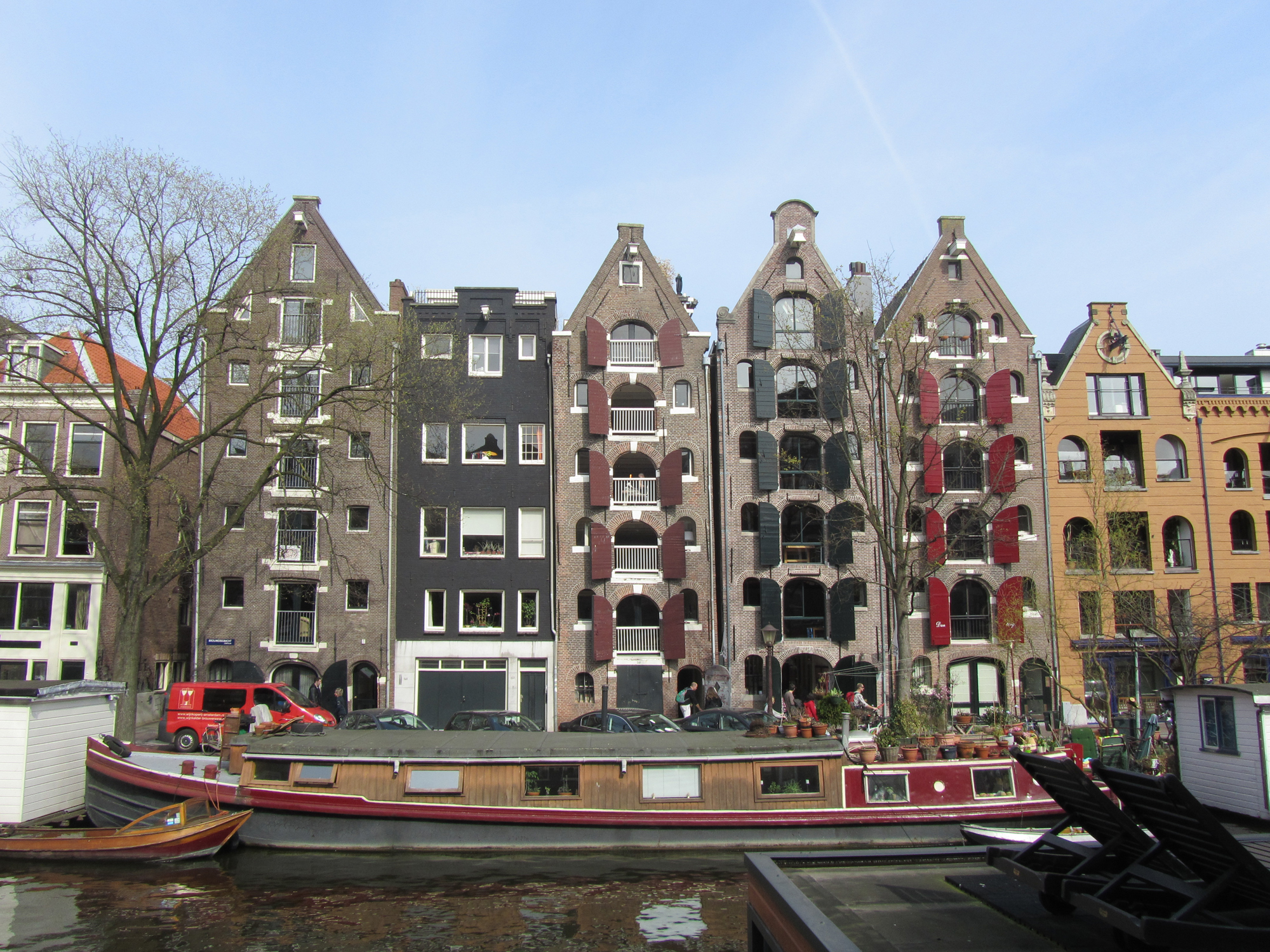
Pakhuizen met tuitgevels aan de Brouwersgracht in Amsterdam

Een tuitgevel is een topgevel die in Nederland voornamelijk tussen 1620 en 1720 bij pakhuizen toegepast werd.
De tuitgevel is in feite een sterk versoberde vorm van de trapgevel. Bij een tuitgevel loopt de gevel niet trapsgewijs, maar schuin op, en eindigt niet in een scherpe punt maar in een "tuit": een smalle, rechthoekige hals, soms bedekt met een klein fronton of zandstenen plaat. Aan de zijkanten van het dak werden kleine platte gedeeltes aangebracht, de zogenaamde schouders, soms ook in gekrulde vorm (een voluut). De schuine oplopende bovenkant van de gevel wordt met een rollaag afgewerkt.
Niet alleen de meeste pakhuizen, ook veel arbeidershuisjes werden in de 17e eeuw voorzien van een tuitgevel als versimpelde trapgevel. Tevens werd de tuitgevel vaak gebruikt op de achtergevel van een gebouw, terwijl de voorkant van het gebouw een veel chiquere voorgevel meekreeg. Een voorbeeld hiervan is het stadhuis van Gouda, dat een tuitgevel op de achtergevel had tot deze einde 17e eeuw werd vervangen door een trapgevel.
Een groot aantal van de nog bestaande tuitgevels werd aangebracht in de 18e en 19e eeuw, toen veel 17e-eeuwse trap- en halsgevels vereenvoudigd werden tot tuitgevels. Een voorbeeld hiervan is Ons' Lieve Heer op Solder in Amsterdam.